# Maria Höflová-Rieschová
Maria Höflová-Rieschová, rodným jménem Maria Rieschová (* 24. listopadu 1984 Garmisch-Partenkirchen, Německo) je bývalá německá alpská lyžařka, dvojnásobná olympijská vítězka z Vancouveru 2010 a dvojnásobná mistryně světa, když triumfovala ve slalomu z Val d'Isère 2009 a superkombinaci ve Schladmingu 2013.
V sezóně 2011 vyhrála celkovou klasifikaci Světového poháru (velký křišťálový glóbus). Jako nejlepší lyžařka dílčích disciplín za jednu sezónu dosáhla také na čtyři malé křišťálové glóby v Super–G 2008, kombinaci 2008, slalomu 2009 a 2010. K datu ukončení sezóny 2011 vyhrála 20 závodů Světového poháru ve čtyřech disciplínách.

## Osobní život
Je také registrovanou hráčkou tenisu a cyklistkou. Měří 181 cm, což jí řadí mezi nejvyšší závodnice celého soutěžního okruhu. Mladší sestra Susanne Rieschová je také alpská lyžařka závodící ve Světovém poháru, specializující se na slalom.
V sezóně 2011 vyhrála celkové hodnocení o pouhé tři body, když do posledního obřího slalomu v Lenzerheide, který byl ovšem zrušen pro teplotní podmínky, nasbírala 1728 a druhá Lindsey Vonnová pak 1725.
Vánoce v Garmisch-Partenkirchenu dříve trávila společně s rodinou Lindsey Vonnové, mezi nimiž ochladly vztahy po konci sezóny 2010/2011.
14. dubna 2011 se vdala za svého manažera Marcuse Höfla.
Na Zahajovacím ceremoniálu Zimních olympijských her 2014 v Soči se stala vlajkonoškou německé výpravy.

## Vítězství ve Světovém poháru

### Sezónní vítězství (křišťálové glóby)
| Sezóna | Disciplína |
| ------ | ---------- |
| 2008   | Super G    |
| 2008   | Kombinace  |
| 2009   | Slalom     |
| 2010   | Slalom     |
| 2011   | Celkově    |

### Vyhrané závody
- 20 vyhraných závodů
  - 7 ve sjezdu
  - 3 v Super G
  - 7 ve slalomu
  - 3 v kombinaci

| Datum              | Místo                  | Disciplína     |
| ------------------ | ---------------------- | -------------- |
| 30. ledna 2004     | Haus im Ennstal        | sjezd          |
| 1. února 2004      | Haus im Ennstal        | Super-G        |
| 29. února 2004     | Levi                   | slalom         |
| 1. prosince 2006   | Lake Louise            | sjezd          |
| 21. ledna 2008     | Cortina                | Super-G        |
| 24. února 2008     | Whistler               | superkombinace |
| 14. prosince 2008  | La Molina              | slalom         |
| 29. prosince 2008  | Semmering              | slalom         |
| 4. ledna 2009      | Záhřeb                 | slalom         |
| 11. ledna 2009     | Maribor                | slalom         |
| 20. února 2009     | Tarvisio               | superkombinace |
| 14. listopadu 2009 | Levi                   | slalom         |
| 30. ledna 2010     | Svatý Mořic            | sjezd          |
| 10. března 2010    | Garmisch-Partenkirchen | sjezd          |
| 3. prosince 2010   | Lake Louise            | sjezd          |
| 4. prosince 2010   | Lake Louise            | sjezd          |
| 11. ledna 2011     | Flachau                | slalom         |
| 22. ledna 2011     | Cortina d'Ampezzo      | sjezd          |
| 25. února 2011     | Åre                    | superkombinace |
| 27. února 2011     | Åre                    | Super G        |